# Heterochondria crassicornis
Heterochondria crassicornis är en kräftdjursart som först beskrevs av Henrik Nikolai Krøyer 1835.  Heterochondria crassicornis ingår i släktet Heterochondria och familjen Chondracanthidae. Inga underarter finns listade i Catalogue of Life.